# Enyo
Enyo Hübner, 1819 è un genere di lepidotteri appartenente alla famiglia Sphingidae, diffuso in America Settentrionale, Centrale e Meridionale.

## Descrizione
Il taxon presenta antenne corte e uncinate all'apice; gli occhi sono grandi; i tarsi delle zampe mediane sono pettinati, e quelli delle zampe posteriori presentano quattro file di spine.

Il margine dell'ala anteriore è irregolarmente dentellato, mentre l'apice è tronco.

All'interno del genere è possibile raggruppare quattro specie (E. bathus, E. cavifer, E. gorgon ed E. taedium) accomunate dal fatto che nell'ala anteriore dei maschi, il margine medio-costale è nettamente convesso e presenta una invaginazione recante gli androconia.

Al contrario, le specie E. boisduvali, E. latipennis, E. lugubris ed E. ocypete sono accomunate dal fatto che, in entrambi i sessi, il margine dell'ala posteriore, a livello del tornus, ha una forma allungata. Questo potrebbe in futuro portare alla definizione di due generi distinti (D'Abrera, 1986).

## Distribuzione e habitat
La distribuzione è prevalentemente neotropicale e solo in parte neartica, andando dal sud-est degli Stati Uniti (Arizona, Florida, Texas), fino all'America meridionale (Brasile e Perù).
L'habitat preferenziale risulta essere la foresta tropicale o subtropicale. Le abitudini sono principalmente notturne.

## Tassonomia

### Specie
Il genere comprende 8 specie (D'Abrera, 1986; Haxaire & Schmit 2001):
- Enyo bathus (Rothschild, 1904)
- Enyo boisduvali (Oberthur, 1904)
- Enyo cavifer (Rothschild & Jordan, 1903)
- Enyo gorgon (Cramer, 1777)
- Enyo latipennis (Rothschild & Jordan, 1903)
- Enyo lugubris (Linnaeus, 1771) - Specie tipo: Sphinx fegeus Cramer, 1779 - Uitl. Kapellen 3 (23-24): 174 (index), (17-21): pl. 225, fig. E
- Enyo ocypete (Linnaeus, 1758)
- Enyo taedium Schaus, 1890

### Sinonimi
Sono stati riportati due sinonimi:
- Epistor Boisduval, 1875 - Hist. nat. Ins., Spec. gén. Lépid. Hétérocères, 1 : 296 (sinonimo eterotipico)
- Triptogon Ménétriés, 1857 - Cat. lep. Petersb. 2: 94 (sinonimo eterotipico)

### Alcune specie

Enyo cavifer
Enyo gorgon
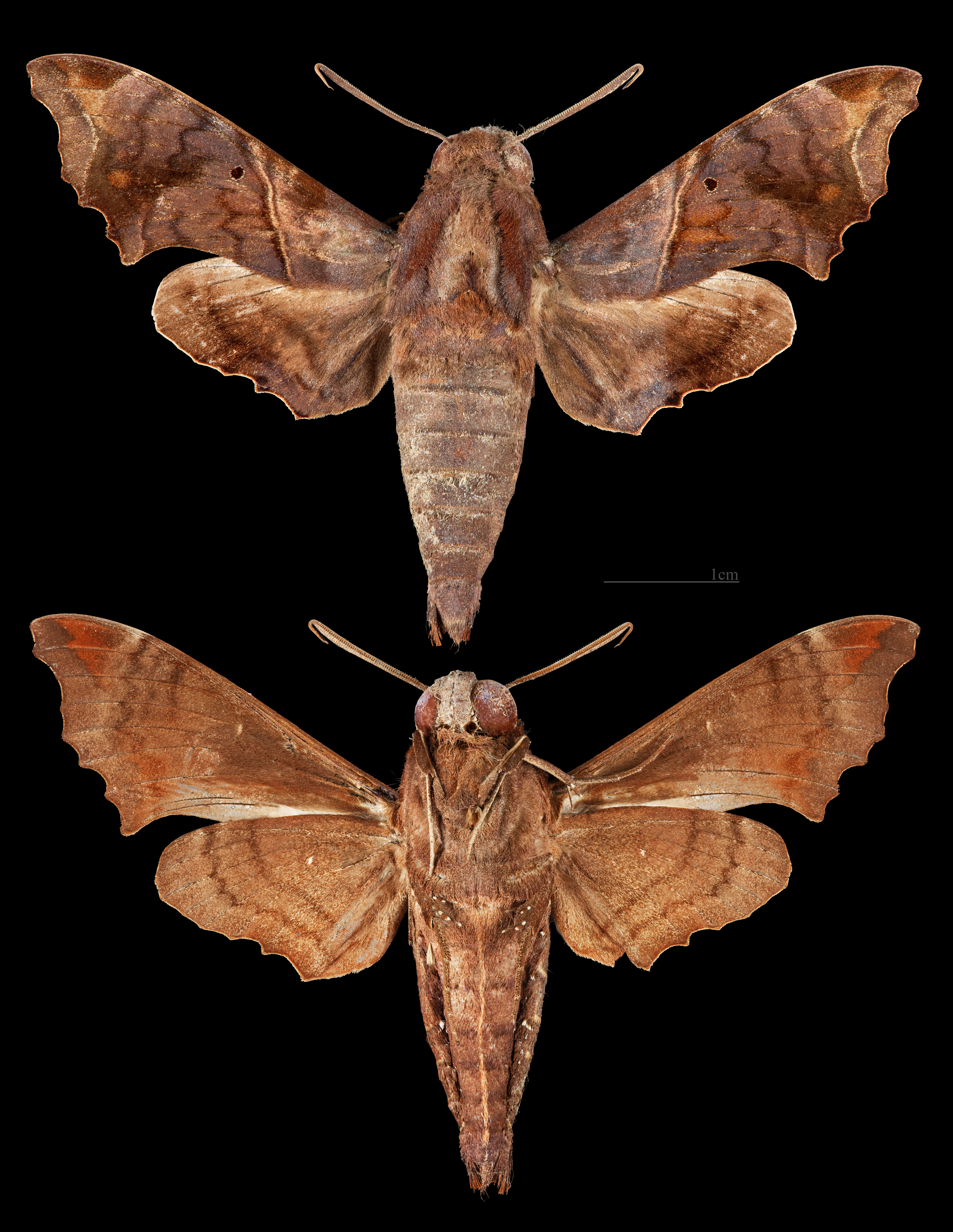
Enyo latipennis
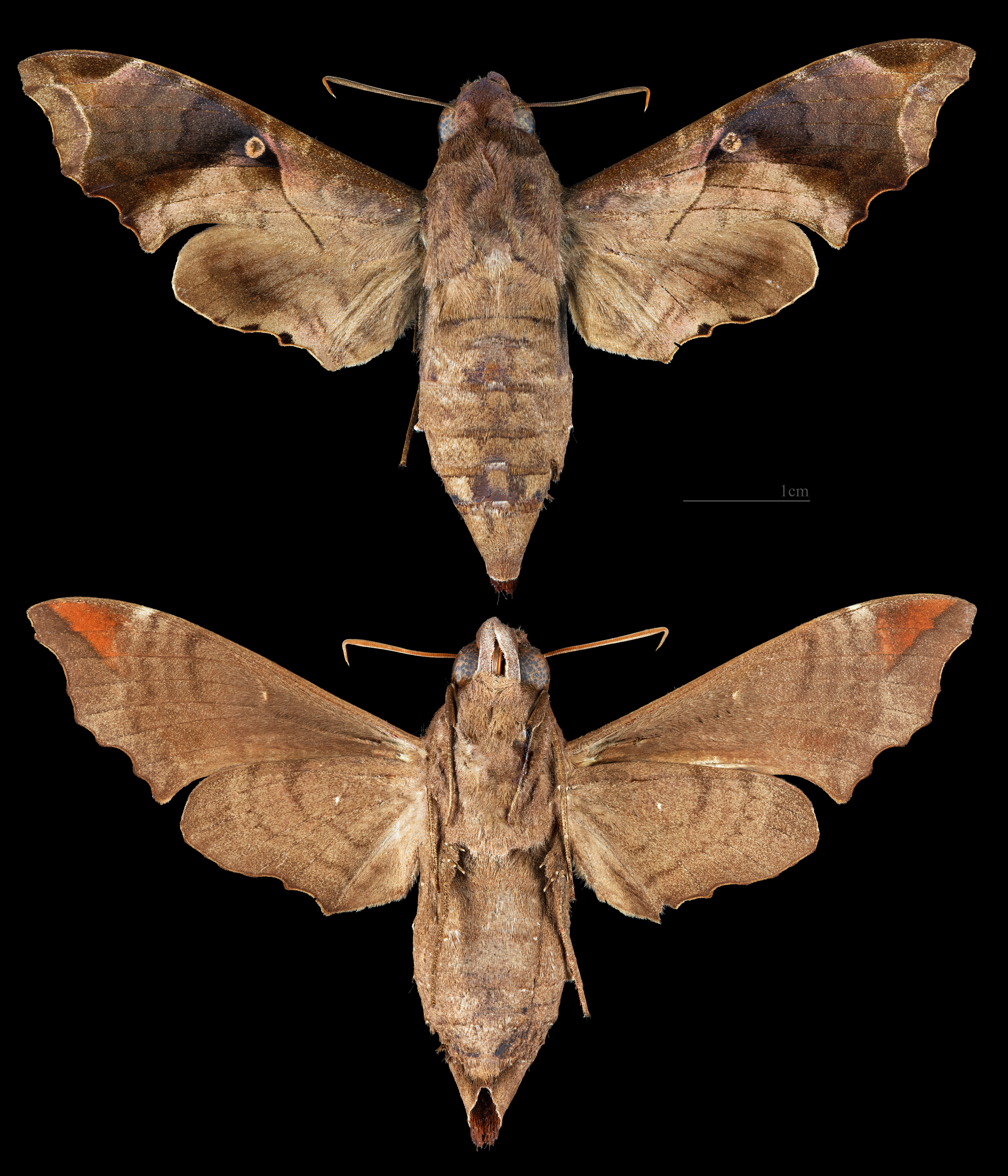
Enyo lugubris
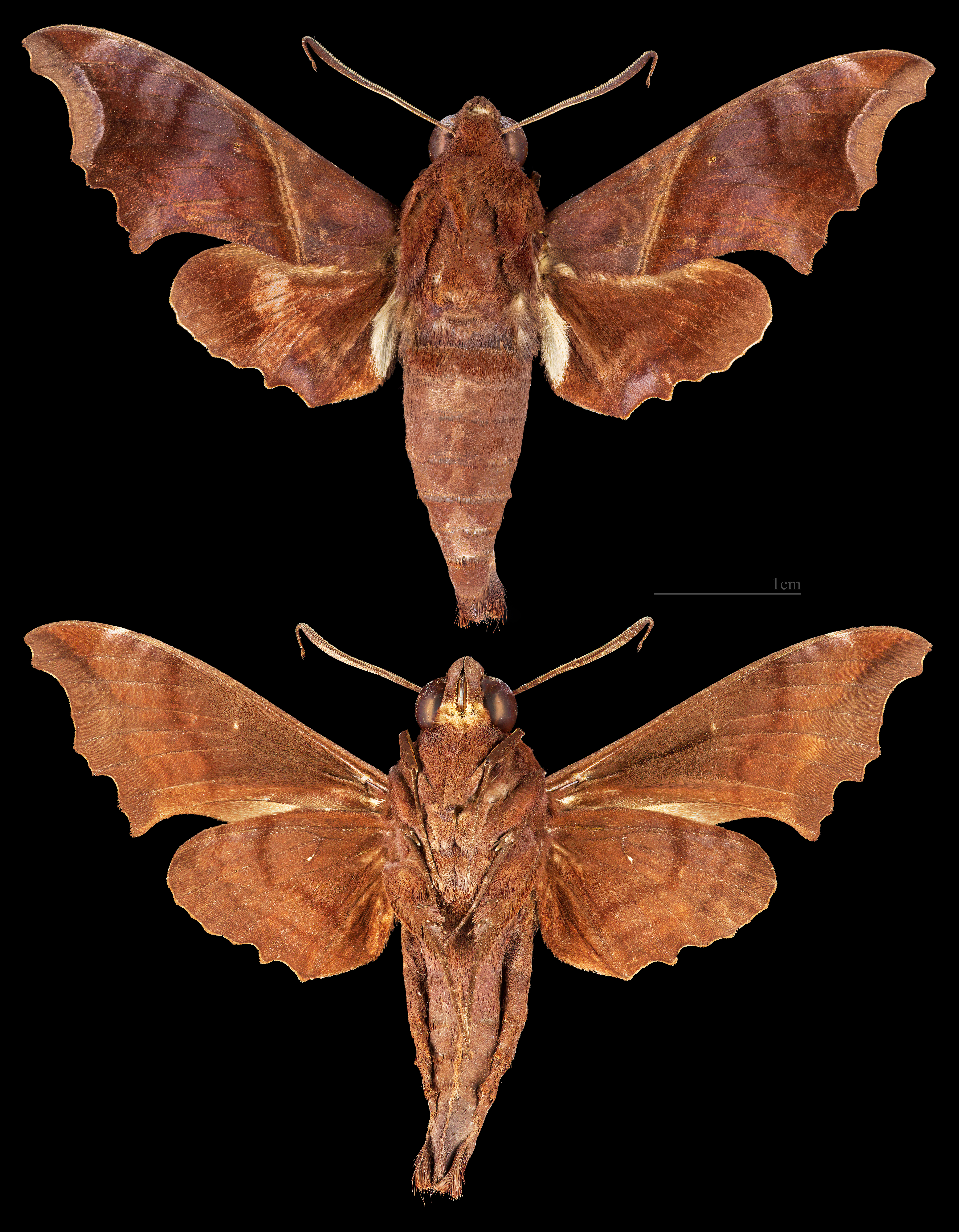
Enyo ocypete
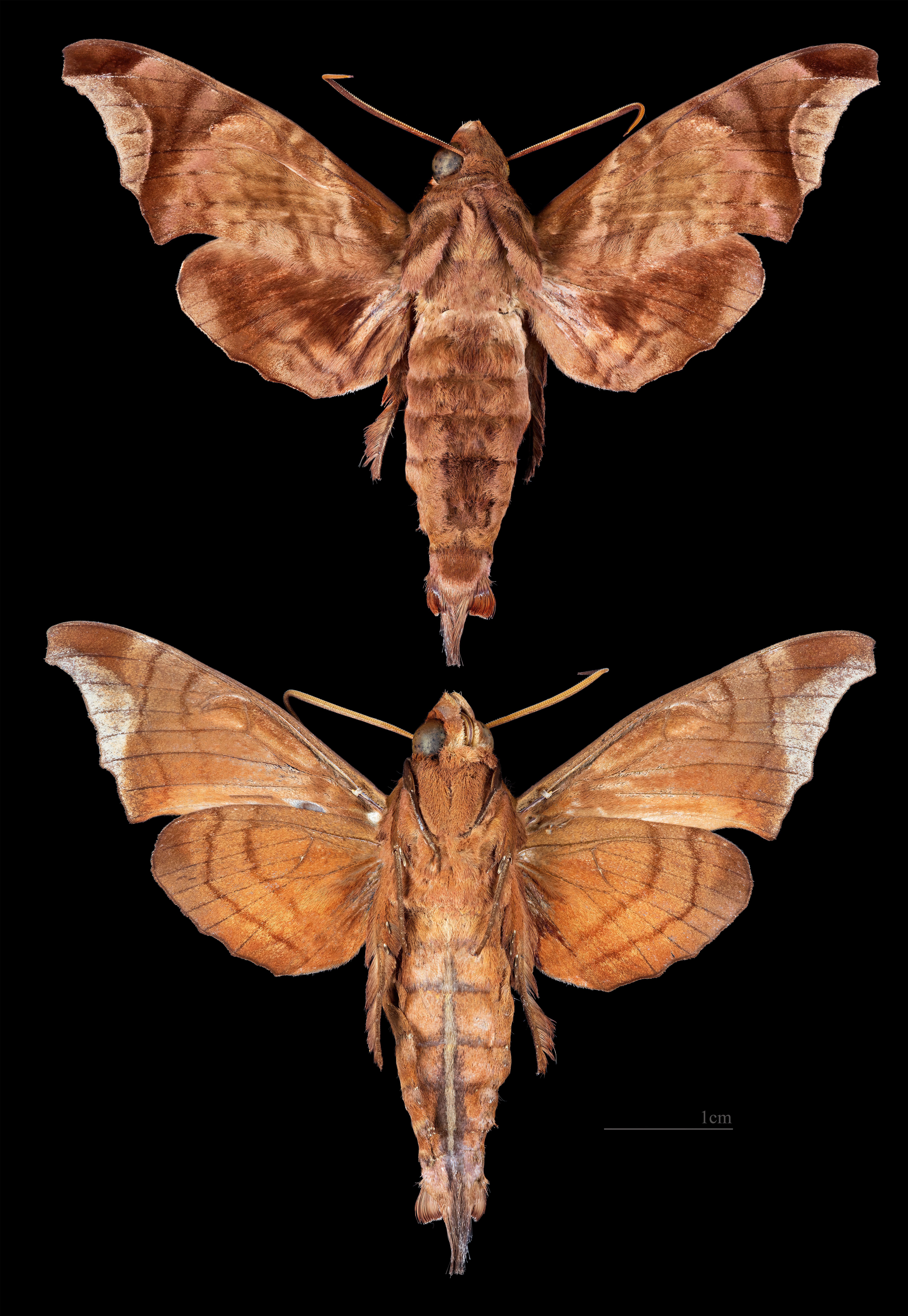
Enyo taedium